# 廖天明
廖天明（1489年—1548年），字敬之，號東溪，江西南昌府奉新縣人，軍籍。明朝政治人物。

## 生平
四月二十四日生，行十七，由縣學生中式正德十一年（1516年）丙子科江西鄉試第五十七名舉人，嘉靖十一年（1532年）壬辰科会试第二百七十五名，第三甲第一百九十九名進士。兵部觀政，授行人司行人，十八年二月选授南京刑科给事中，二十一年十月因郭勋死于狱中，刑部、都察院秋后决囚之事被问责，自刑部尚書吳山、右都御史毛伯温而下，吴山革职为民，刑科給事中劉三畏、劉養直、廖天明不以時紏劾，各降二級邊方用。后累升吏部考功员外郎，出任邵武府知府。升貴州按察司副使，卒祀乡贤。

## 家族
曾祖廖彤，助教；祖廖仕耕；父廖進；母喻氏；繼母凃氏。具慶下。兄天德，弟天祐。子本真；本畿；本彝。